# Kwoussi
Kwoussi est un village de la Région du Littoral au Cameroun, situé dans la commune de Bonaléa